# Or noir 3
Albums de Kaaris
Dozo
(2017) 2.7.0
(2020)
Singles
1. Livraison
Sortie : 26 octobre 2018
2. Débrouillard
Sortie : 14 décembre 2018
3. AieAieOuille
Sortie : 18 janvier 2019
4. Octogone
Sortie : 29 janvier 2019
5. Gun salute
Sortie : 20 février 2019
6. Cigarette (feat. SCH)
Sortie : 3 mai 2019

Or Noir 3 est le cinquième album studio du rappeur Kaaris sorti le 25 janvier 2019.

## Historique
Le vendredi 28 septembre 2018, Kaaris sort un premier extrait Aborigène
(produit par Double X), mais ne se sera pas intégré dans le tracklist final.
L'album devait compter la participation de Rohff sur le titre Livraison mais ne sera pas intégré également dans l'album .
Après une semaine d'exploitation, l'album a réalisé un moins bon démarrage que ses deux albums précédents  avec 13 647 exemplaires vendus (physique, digital, streaming).
Le lundi 29 janvier, Kaaris sort le titre Octogone et l'ajoute en bonus sur l'album sur les plateformes de streaming.
Le vendredi 22 février 2019, 7 nouveaux titres s'ajoutent en digital avec la participation de Lartiste et Da Uzi.
Début mai 2019, l'album est certifié disque d'or avec plus de 50 000 exemplaires vendus.
En juillet 2024, il est certifié disque de platine.

## Liste des titres
| No  | Titre                                             | Compositeur(s)       | Durée |
| --- | ------------------------------------------------- | -------------------- | ----- |
| 1.  | Chien de la casse                                 | M.O.C                | 4:09  |
| 2.  | Monsieur Météo                                    | Double X             | 2:50  |
| 3.  | Briganté (feat. Mac Tyer & Sofiane)               | Drama Sate           | 4:18  |
| 4.  | Gun Salute                                        | M.O.C                | 3:29  |
| 5.  | Golf 7R                                           | Drama State          | 3:56  |
| 6.  | Livraison                                         | Double X             | 2:30  |
| 7.  | Aieaieouille                                      | HRNN Production      | 3:17  |
| 8.  | Débrouillard                                      | Drama State, Noxious | 2:56  |
| 9.  | Détails                                           | Keezy Beatz          | 2:45  |
| 10. | Ça On la                                          | Double X             | 2:44  |
| 11. | Cigarette (feat. SCH)                             | Yoshi (Double X)     | 3:23  |
| 12. | Tout était écrit                                  | M.O.C                | 2:53  |
| 13. | Dévalisé                                          | Saydiq               | 3:07  |
| 14. | Douane                                            | Double X             | 3:15  |
| 15. | Comme un refrain                                  | Drama State          | 3:14  |
| 16. | Octogone (Bonus sur les plateformes de streaming) | Katrina Squad        | 2:35  |

## Nouveaux titres en streaming
| No | Titre                       | Compositeur(s)   | Durée |
| -- | --------------------------- | ---------------- | ----- |
| 1. | Exo Planète                 | Yoshi (Double X) | 2:11  |
| 2. | Plans                       | Saydiq           | 3:07  |
| 3. | Tauro                       | Drama State      | 3:52  |
| 4. | Key less                    | Notinbed         | 2:45  |
| 5. | Guzman (feat. Da Uzi)       | Saydiq           | 4:05  |
| 6. | Zumba noir (feat. Lartiste) | S.Lee            | 3:37  |
| 7. | After                       | Taylor Beats     | 3:18  |

## Clips vidéo
- 26 octobre 2018 : Livraison
- 14 décembre 2018 : Débrouillard
- 18 janvier 2019 : AieAieOuille
- 29 janvier 2019 : Octogone
- 20 février 2019 : Gun salute
- 3 mai 2019 : Cigarette (feat. SCH)

## Classements et certifications

### Classements hebdomadaires
| Classements (2019)           | Meilleure position |
| ---------------------------- | ------------------ |
| Belgique (Flandre Ultratop)  | 114                |
| Belgique (Wallonie Ultratop) | 2                  |
| France (SNEP)                | 2                  |
| Suisse (Schweizer Hitparade) | 13                 |
| Suisse (Charts Romandie)     | 3                  |

### Certifications et ventes
| Région        | Certification | Ventes/Streams |
| ------------- | ------------- | -------------- |
| France (SNEP) | Platine       | 100 000        |

## Titres certifiés en France
- Gun Salute  Diamant
- Débrouillard  Or